# Unergründlichkeit

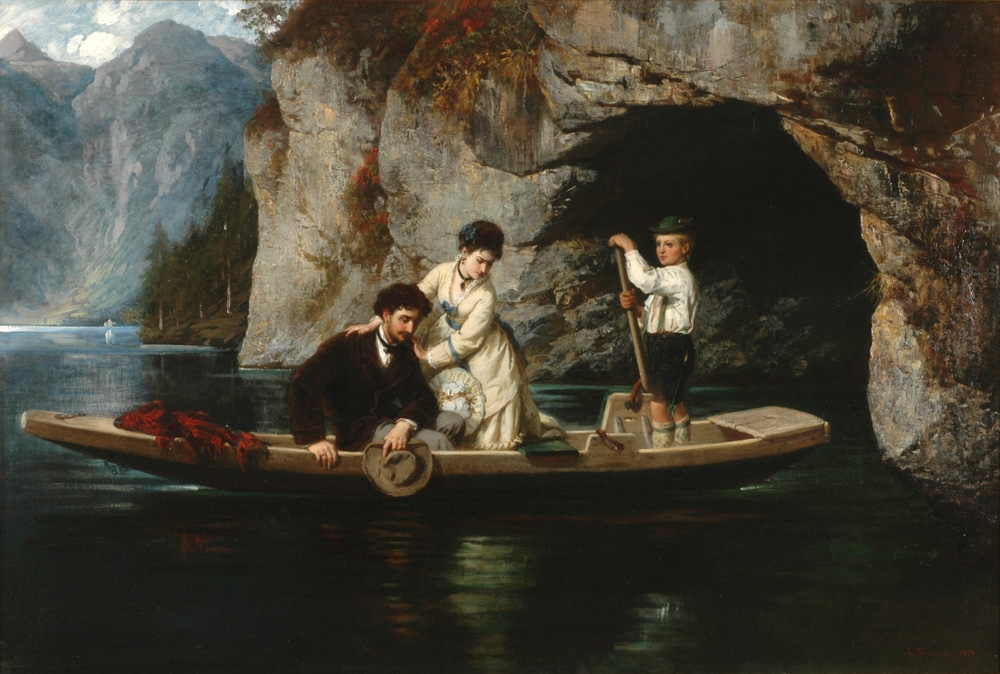
Unergründlich, Ludwig Thiersch, 1874.

Unergründlichkeit (mhd. „unergruntlich, gegentheil des durch rückbildung gewonnenen ergründlich“) ist ein Ausdruck, der zuerst in der mystischen Literatur des Mittelalters verwendet wurde und der Wiedergabe unterschiedlicher griechischer und lateinischer Begriffe und theologischer Topoi diente.

## Religion
In Röm 11, 33 pries Paulus (in der Übersetzung Martin Luthers) die „Wunderwege Gottes“ (Röm 11,33 ) und sprach hymnisch von der „Tiefe des Reichtums“ und der „Weisheit und der Erkenntnis Gottes“: Wie „unbegreiflich...und unerforschlich“ seien seine Wege. 
In der Vulgata wurden Ausdrücke wie „incomprehensibilia“ (Luther: „unbegreiflich“) und „investigabiles“; („unerforschlich“) verwendet. An sie sowie an den in altlateinischen Bibelübersetzungen vorkommenden Terminus „inscrutabilis“ schlossen sich in der Patristik Aussagen über die Unerforschlichkeit der Gerichte, der Ratschläge, der Weisheit, Gnade und Tiefe Gottes an.
Nach Gregor von Nyssa habe der Apostel zeigen wollen, dass menschlichen Gedanken der Weg zur Erkenntnis des göttlichen Wesens unzugänglich sei.
Im Mittelalter wurde die Stelle im Römerbrief eingeschränkt verstanden: Die Vollendung der göttlichen Absichten könne nicht erkannt werden, solange deren Vollzug noch andauere.

## Philosophiegeschichte
Immanuel Kant sprach von der Unergründlichkeit in einem ethischen Zusammenhang. Er stand immer wieder vor der Frage, ob die Triebfeder, den kategorischen Imperativ zu befolgen, die Vorstellung des Gesetzes selbst sei oder aus anderen sinnlichen Antrieben herrühre. Da für ihn die „Tiefen des menschlichen Herzens“ unergründlich waren, sei dies nicht eindeutig zu beantworten. Es könnten durchaus Motive im Spiel seien, die sich am eigenen Vorteil orientierten.
Die uneinheitliche Strömung der Lebensphilosophie, die sich Ende des 19. Jahrhunderts etablierte und in zwei Richtungen von Henri Bergson und Wilhelm Dilthey vertreten und formuliert wurde, gab dem Begriff eine neue Bedeutung.  
Die Wesen des Lebens wurde hier nicht im Hinblick auf ein gegenüberstehendes Transzendentes bestimmt, sondern als immanente Bewegung des über sich hinausdrängenden Lebens selbst. Diese Bewegung kam etwa im Symbol der Flamme oder des Flusses zum Ausdruck, im Übermenschen bei Friedrich Nietzsche oder im „Sich-Überschreiten“ bei Rainer Maria Rilke. So gewann die häufig betonte „Unergründlichkeit“ des Lebens einen besonderen Sinn: Nicht nur negativ kann das Leben durch die „groben Maschen des Verstandes“ nicht eingefangen werden und bleibt unbegreiflich. Auch positiv ist es ein schöpferisches Prinzip, das sich selbst erweitert und jeden vorgegebenen Bestand überschreitet.